# Westwind forlag
Westwind forlag blev etableret i 2003 og har sit udspring fra Raptusfestivalen i Bergen. Forlagets målsætning er at øge interessen for tegneserier og tegnede medier i Norge. Ideen om at starte et forlag begyndte på en togtur tilbage fra tegneseriefestivalen i Bristol af Frode Haaland og Arild Wærness.
Forlaget har blandt andet udgivet tegneseriebøger med Varg Veum, Miranda og tegneseriehæftet Baddis. I foråret 2007 blev forlaget købt op af Vigmostad & Bjørke.